# Katja Abel
Pour les articles homonymes, voir Abel (homonymie).
Katja Abel, née le 8 avril 1983 à Berlin-Est, est une gymnaste artistique allemande.

## Biographie
Elle est la fille de la gymnaste Irene Abel.

## Palmarès

### Championnats d'Europe
- Volos 2006
  -  médaille de bronze au saut de cheval